# Synycia (obwód czerkaski)
Synycia (ukr. Синиця) – wieś na Ukrainie, w obwodzie czerkaskim, w rejonie humańskim, w hromadzie Pałanka. W 2024 roku liczyła 749 mieszkańców.